# Equator
Equator – szesnasty album brytyjskiej rockowej grupy Uriah Heep wydany w kwietniu 1985 nakładem Bronze Records.

## Lista utworów
1. Rockarama (Goalby/Sinclair/Bolder/Kerslake/Box) - 4:20
2. Bad Blood (Goalby/Sinclair/Bolder/Kerslake/Box) - 3:33
3. Lost One Love (Goalby/Sinclair/Bolder/Kerslake/Box) - 4:40
4. Angel (Goalby/Sinclair/Bolder/Kerslake/Box) - 4:47
5. Holding On (Goalby/Sinclair/Bolder/Kerslake/Box) - 4:20
6. Party Time (Goalby/Sinclair/Bolder/Kerslake/Box) - 4:20
7. Poor Little Rich Girl (Goalby/Sinclair/Bolder/Kerslake/Box) - 6:25
8. Skools Burning (Goalby/Sinclair/Bolder/Kerslake/Box) - 4:25
9. Heartache City (Goalby/Sinclair/Bolder/Kerslake/Box) - 4:59
10. Night of the Wolf (Goalby/Sinclair/Bolder/Kerslake/Box) - 4:31

## Twórcy
- Mick Box – gitara
- Peter Goalby – wokal
- Lee Kerslake – perkusja
- Trevor Bolder – bas
- John Sinclair – instrumenty klawiszowe,wokal

## Informacje o albumie
- nagrany - 27 sierpnia - 9 września 1984, Battery Studio; 12 września - 23 października 1984, Jacobs Studio; 12 - 26 stycznia 1985 Genetic Studio
- produkcja - Tony Platt
- miksowanie w Battery Studio 27 stycznia - 4 lutego 1985